# Saint-Gobain Weber
Die Saint-Gobain Weber GmbH ist ein deutscher Baustoffhersteller und Tochterunternehmen der französischen Compagnie de Saint-Gobain.
Gebildet wurde es durch den Zusammenschluss der Firmen Weber-Broutin, maxit und Deitermann. 1999 wurden durch Saint-Gobain bereits die Edelputzsparte der Wülfrather Zement, die Montenovo-Werke Hans Heitmann KG in Amstetten und die Deutsche Terranova Industrie als Firma Weber Broutin gebündelt positioniert. Nach der Übernahme der maxit Gruppe von der HeidelbergCement wurden sie zu einem der führenden Anbieter in Deutschland.
Weltweit erwirtschaftet Saint-Gobain Weber mit ca. 9.500 Mitarbeitern in 46 Ländern einen Umsatz von ca. 2,1 Mrd. € (Stand: 2010).